# Cheick Oumar Koné
Cheick Oumar Koné (25 febbraio 1956) è un allenatore di calcio maliano, allenatore del Mali olimpica.

## Carriera

### Allenatore
Dal 2004 allena la nazionale olimpica maliana, con cui ha disputato le Olimpiadi di Atene 2004 